# Миноносцы типа V-180
Миноносцы типа V-180 — тип эскадренных миноносцев (по официальной классификации — больших миноносцев), состоявший на вооружении Военно-морского флота Германии в период Первой мировой войны. Всего было построено 6 миноносцев этого типа (все по программе 1909 года).

## Энергетическая установка
На кораблях типа в качестве ГЭУ была установлена паротурбинная ЭУ мощностью 18 080 л. с., состоящая из 2 турбин и 3 военно-морских угольных котлов и 1 военно-морского нефтяного котла. Максимальные запасы топлива на эсминцах типа составляли 121 тонну угля и 76 тонн нефти.

## Вооружение
Миноносцы вооружались 2х1 88-мм орудиями. Торпедное вооружение эсминцев состояло из 4 500-мм торпедных аппаратов. Во время Первой мировой войны миноносцы были перевооружены с 88-мм/35 на 88-мм/45 с большей скоростью снаряда.

## Модернизация
Один миноносец (V-185) в 1925—1926 гг. прошёл модернизацию. Стандартное/полное водоизмещение увеличилось до 761/858 тонн соответственно, до 3,27 м увеличилась осадка, дальность плавания 12-узловым ходом повысилась до 2800 морских миль. Вместо 2 88-мм орудий эсминец получил 2 105-мм скорострельных орудия и 2х1 20-мм зенитных артиллерийских орудия.

## Список миноносцев типа
| Название | Дата закладки | Дата спуска на воду | Дата вступления в состав флота | Примечания |
| -------- | ------------- | ------------------- | ------------------------------ | ---------- |
| V-180    | 1909          | 15 октября 1909     | 4 января 1910                  |            |
| V-181    | 1909          | 6 ноября 1909       | 11 марта 1910                  |            |
| V-182    | 1909          | 1 декабря 1909      | 14 мая 1910                    |            |
| V-183    | 1909          | 23 декабря 1909     | 12 мая 1910                    |            |
| V-184    | 1909          | 26 февраля 1910     | 29 июня 1910                   |            |
| V-185    | 1909          | 9 апреля 1910       | 20 сентября 1910               |            |